# 瓦莱塔足球俱乐部
瓦莱塔足球俱乐部（英語：Valletta Football Club），是马耳他首都的足球俱乐部。俱乐部创建于1943年。
球队合并了瓦莱塔普雷斯顿和瓦莱塔圣保罗足球俱乐部，并且继承了已经解散了的曾在二战前赢得过两次联赛冠军的瓦莱塔联。球队首次出现在欧洲赛场是在1963年的欧洲冠军联赛资格赛轮中对垒布拉格杜克拉。
瓦莱塔足球俱乐部总共获得过25次马耳他联赛的冠军，包括两次在瓦莱塔联队时期夺得的。

## 球隊榮譽
- 馬爾他足球超級聯賽：25 次
  - 1914–15, 1931–32, 1944–45, 1945–46, 1947–48, 1958–59, 1959–60, 1962–63, 1973–74, 1977–78, 1979–80, 1983–84, 1989–90, 1991–92, 1996–97, 1997–98, 1998–99, 2000–01, 2007–08, 2010–11, 2011–12, 2013–14, 2015–16, 2017–18, 2018–19
- 馬耳他足總盃：13 次 
  - 1959–60, 1963–64, 1974–75, 1976–77, 1977–78, 1990–91, 1994–95, 1995–96, 1996–97, 1998–99, 2000–01, 2009–10, 2013–14